# Ведат Акман
Ведат Акман (нар. 1967, Стамбул) — турецький академік і письменник.

## Життєвий шлях
Ведат Акман закінчив Анатолійську середню школу. Закінчивши Бруклінський коледж університету Нью-Йорка (CUNY), факультет економіки, він отримав ступінь магістра економіки в цьому ж університеті. Пізніше магістр юридичного факультету Університету Ноттінгема (LL). М) і отримав звання магістра ділового адміністрування (MBA) в Університеті Фордхема. Має докторську ступінь з фінансів та банківської справи в університеті Kadir Has. Ведат Акман розпочав свою академічну кар’єру в штаті Нью-Йорк, США. 
Ведат Акман має досягнення в багатьох сферах.Він працював викладачем факультету економіки та адміністративних наук університету Кадір Хас. Він досі працює завідувачем відділу банківської справи та фінансів факультету економіки та адміністративних наук (FEAS) Бейкентського університету та є головним редактором журналу EMAJ (Emerging Markets Journal) в галузі бізнесу  Університету Пітсбурга. Він є головним редактором журналу соціальних наук університету Бейкента  в тілі ТУБІТАКА ULAKBİM. Працював тренером у Стамбульському SEM (Центр стажування). Стамбульська колегія адвокатів неодноразово відзначала його як кращого працівника. Він також є виїзним членом дослідницького факультету «Відвідуючий науковий співробітник» у штаб-квартирі CCTR «Центру транснаціональних відносин Китаю» в Гонконгському університеті науки і техніки (HKUST) . . Він працює над зворотним відтоком мозку разом з Девідом ZWEIG. Він є членом Академії вищої освіти Великої Британії (HEA). 

## Кіно
Отримав нагороду за найкращий проект, присуджений фестивалем короткометражних фільмів JCI Istanbul Crossroads 2007 року на Всесвітньому конгресі JCI (Junior Chamber International) є засновником Міжнародного фестивалю короткометражних фільмів Crossroads, організованого Стамбулом та змагається з короткометражними імміграційними фільмами       Ведат Акман також є головним редактором журналу CINEJ ( Cinema Journal ), який публікується в кіно в університеті Пітсбурга. 
Початок роботи з першим каналом, який висвітлює економічні складові Туреччини. 

## Нагороди
1998 р. — Міжнародний конкурс десяти видатних [Архівовано 8 грудня 2015 у Wayback Machine.] юнацьких палат (TOYP)   TOYP Awards Туреччина отримав нагороду за особисті досягнення.  

## Книги
Ведат Акман має понад тридцять праць, опублікованих турецькою та англійською мовами, насамперед про фондові біржі та інвестиційні інструменти в галузі економіки, а також про міграцію та культури в соціальній сфері. 
- Зображення - Фільми як простори культурного зустрічі, видавництво CEnT; Англійська; 205 сторінок; Відень ; 2011 рік
- Статті інформаційних систем бухгалтерського обліку, фінансів, менеджменту, організації та управління, видавництво Leges, турецька; 103 сторінки; Стамбул ; 2015 рік
- Вплив міжнародної трудової міграції та грошових переказів на економічне зростання Туреччини, видавництво Якамоз; Англійська; 212 сторінки; Стамбул ; 2011 рік
- Глобальні історії міграції, видавництво «Якамоз»; Турецька; 112 сторінок; Стамбул ; 2007 рік
- Наукові дослідження та методи дослідження, публікації Деріна; Турецька; 128 сторінок; Стамбул ; 2007 рік
- Професійний англійський путівник, видавництво Якамоз; Турецька; 277 сторінок; Стамбул ; 2007 рік
- Нові перехрестя   : Глобальні історії іммігрантів, Коридор друкарні; Англійська; 96 сторінок; Стамбул ; 2007 рік
- Нові перехрестя Нью-Йорка: Подорож до Єдності, Видавництво BookSurge; Англійська; 71 сторінка; Нью-Йорк ; 2006 рік
- Турецька мозкова сила в Америці, публікації Hayat; Турецька; 176 сторінок; Стамбул ; 2004 р. [23]
- Справжні історії успіху з Туреччини, Public Systems; Англійська; 102 сторінки; Стамбул ; 2002 рік
- Реальні історії успіху з нашої країни I (2. Друк), Системні публікації; Турецька; 190 сторінок; Стамбул ; 2002 р. [24]
- Реальні історії успіху з нашої країни II, публікації системи; Турецька; 155 сторінок; Стамбул ; 2002 рік
- Історії успіху з Туреччини II, Публікації з життя; Турецька; 170 сторінок; Стамбул ; 2003 рік
- Історії успіху з Туреччини 2, Публікації з життя; Турецька; 101 сторінка; Стамбул ; 2003 рік
- Вступ до управління ризиками в банках (1. Друк) Цетін друкарня; Турецька; 240 сторінок; Стамбул ; 2002 рік
- Еволюція фінансового посередництва, видавництво «Філіз»; Турецька; 240 сторінок; Стамбул ; 2002 рік
- Звичайний бестселер (2. Друк) Економічний вісник; Турецька; 129 сторінок; Çetin друк; Стамбул ; 1999 рік
- Порядок денний наступного століття (TÜGİAD), публікації Rota та TÜGİAD; 212 сторінки; Турецька; Стамбул ; 1999 рік
- Найбільша економічна криза в сучасному світі (2. Друк) Публікації маршруту; Турецька; 144 сторінки; Стамбул ; 1998 рік
- Кольори, графічна коробка; Асоціація добровольців вуличних дітей; Турецька; 99 сторінок; Стамбул ; 1996 рік
- Європейське співтовариство та Туреччина, публікації Alfa; Турецька та англійська; 202 сторінки; Стамбул ; 1996 рік
- Приватизація в Туреччині, публікації Альфа; Турецька; 102 сторінки; Стамбул ; 1996
- Золото: Стамбульська біржа золота та її приклади у світі, публікації Dünya; Турецька; 170 сторінок; Стамбул ; 1994 рік
- Обмінні ринки від спокійних вод до бурхливих океанів, ера видавництва; Турецька; 112 сторінок; Стамбул ; 1994 рік
- Інфляція в Туреччині та світі, публікації Era; Турецька; 146 сторінок; Стамбул ; 1994
- Уолл-стріт (внутрішнє обличчя фондової біржі), видання Dusunen Adam; Турецька; 87 сторінок; Стамбул ; 1993 рік
- Я думаю, що Чорно-білі, Дусунен Адам Публікації; Турецька; 103 сторінки; Стамбул ; 1993 рік